# Veil of Darkness
Veil of Darkness ist ein Horror-Action-Adventure mit RPG-Elementen für MS-DOS, FM Towns und PC-98. Es erschien 1993 und wurde von der Firma Dreamforge entwickelt. Der Autor war Scot Noel und die Programmierung übernahm Thomas J. Holmes. Das Spiel wurde von SSI vertrieben.

## Handlung

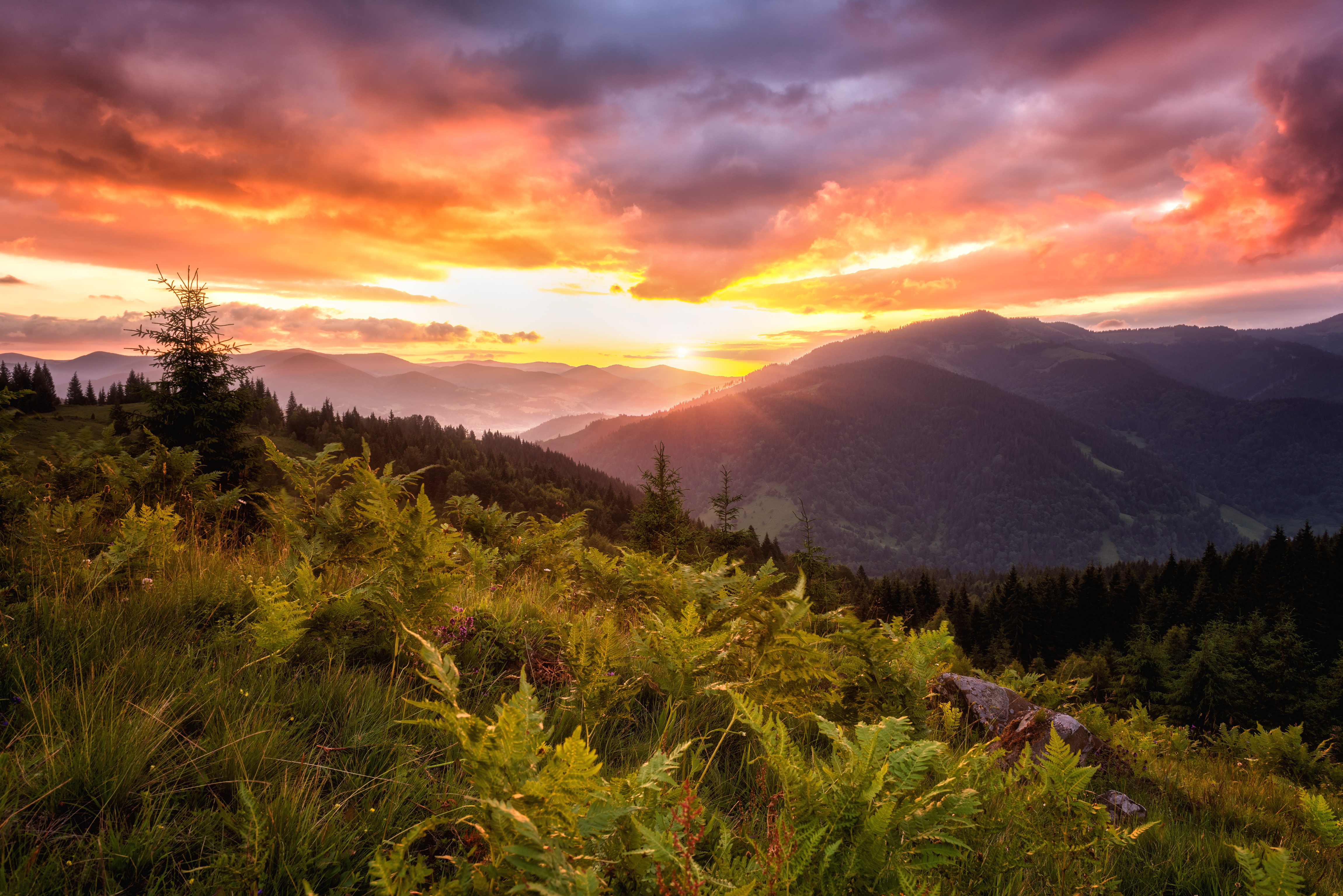
Karpaten

Der Spieler übernimmt die Rolle eines Frachtpiloten, dessen Flugzeug über einem entlegenen Tal in den Karpaten abstürzt. Ein hilfreiches Dorfmädchen namens Deirdre Kristoverikh rettet den Spieler nach dem Absturz und bringt ihn zu ihrem Vater Kirill, der ihm mitteilt, dass seine Ankunft in einer Prophezeiung angekündigt wurde und dass er das Tal von der Schreckensherrschaft von Kairn befreien wird. Kairn ist der uneingeschränkte Herrscher über das gesamte Tal, der vor langer Zeit seinen Vater und seine sechs Brüder ermordet hat, damit er die Kontrolle über das Tal übernehmen konnte. Er wurde zum Vampir und nutzte seine Kräfte, um den Kontakt zur Außenwelt abzubrechen. Das Tal ruht seither in ewiger Dunkelheit oder, wie der Titel des Spiels andeutet, unter einem „Schleier der Dunkelheit“. Eine Flucht ist unmöglich, da das Tal komplett von einem Gebirge umschlossen ist und Kairn das mittels seiner Macht verhindert. In dem Tal gibt es unter anderem zwei Dörfer, eine Burg, einen unheimlichen Wald, einen See, einen Friedhof, einen Sumpf, ein Zigeunerlager, einen Landsitz mit einem Labyrinth, ein Höhlensystem und ein Kloster. Der Spieler muss nun mehrere Aufgaben der Prophezeiung erfüllen, um sich dann am Ende Kairn in dessen Festung persönlich zu stellen.

## Hauptcharaktere

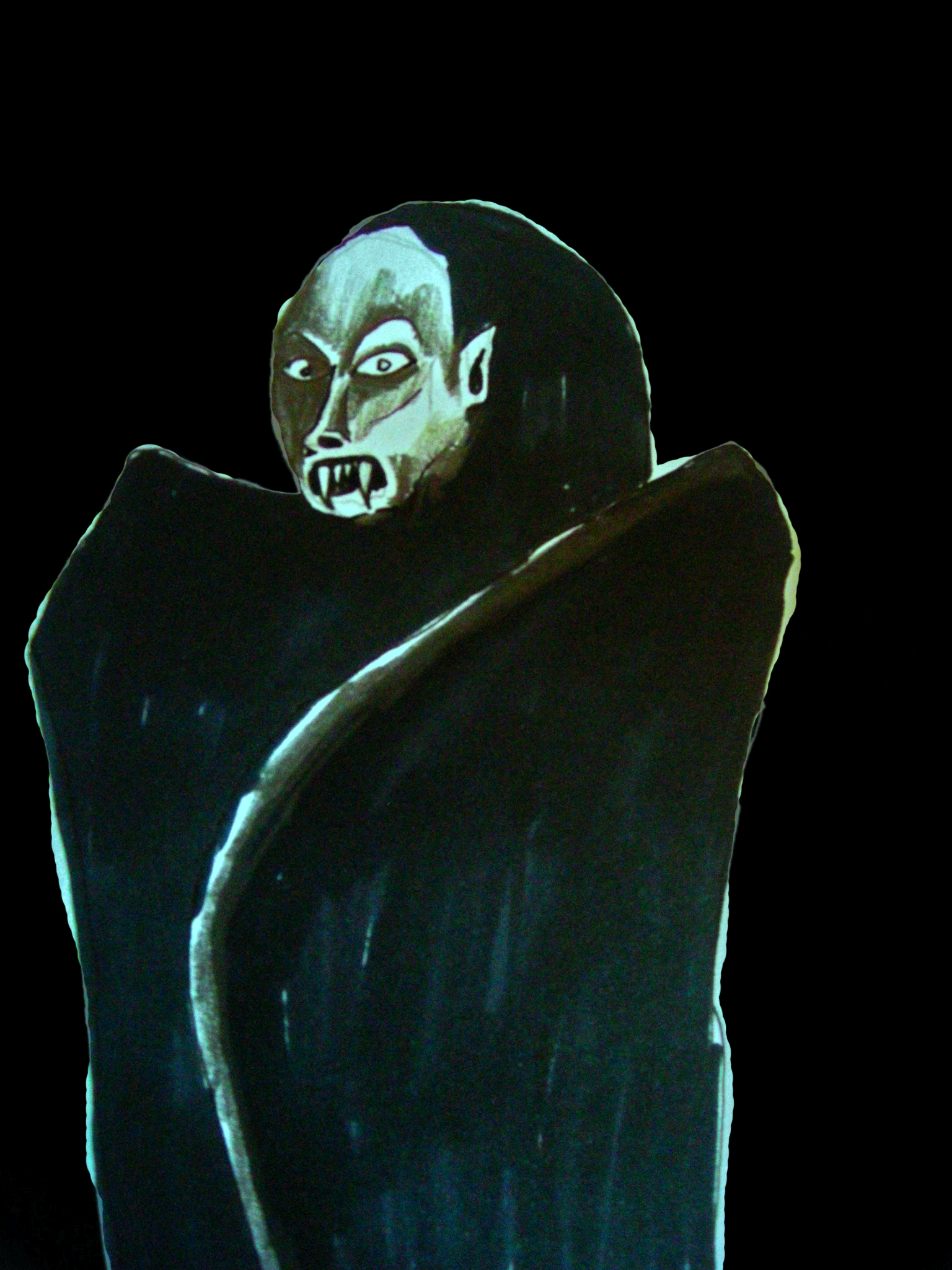
Vampir

- Der Spieler: Kann einen beliebigen Namen oder Alias eingeben, und alle Charaktere beziehen sich auf ihn mit diesem Namen.
- Kairn: Er ist der Hauptgegner des Spiels. Ein böser Adliger, der ein Vampir geworden ist und das Tal beherrscht. Ein wichtiger Handlungspunkt von Veil of Darkness ist, dass der Spieler den richtigen Namen von Kairn herauszufinden muss. Der Name steht in der Agrippa. Der Name wird mittels Zufallsgenerator generiert. Verschiedene angezeigte Namen sind: Beaulu, Bhenblod, Brcko, Dauthr, Drak oder Malachi. Egal welcher Name im aktuellen Spiel angezeigt wird, es funktioniert jeder Name aus der Liste.
- Kirill Khristoverikh: Er ist der reichste und mächtigste Mann im Tal. Von ihm bekommt der Spieler seinen ersten Auftrag, der dann Folgeaufträge nach sich zieht.
- Deidre Khristoverikh: ist die Tochter von Kirill.
- Die Agrippa: Ist ein altes und mächtiges Buch der schwarzen Magie. Kairn benutzte es, um seine Macht zu erlangen.

## Nebencharaktere

### Das Dorf
- Ivan: Der Diener der Familie Khristoverikh.
- Andrei Khristoverikh: Sohn von Kirill. Ist als Zombie im oberen Stockwerk eingesperrt.
- Eduard: Toter Dorfbewohner. Der Spieler muss den Mord an ihm aufklären.
- Ion: Der Gemischtwarenhändler. Er verkauft dem Spieler eine Lampe, Nägel und Tabak.
- Annabelle: Die Kräuterfrau, die verschiedene Kräutergegenstände herstellt.
- Natalia: Ein krankes Mädchen, das der Spieler vom Wahnsinn heilen muss.
- Catherine: Mutter von Natalia.
- Josep: Der Kerzenmacher und Vater von Anton.
- Anton: Sohn des Kerzenmachers und Freund von Natalia. Er hat Natalias Haarlocke.

### Gasthaus im Dorf
- Seth: Barkeeper und Besitzer des Gasthauses „Zum abgetrennten Kopf“.
- Iuliu: Dunkelhaariger Dauergast im Gasthaus. Mit ihm muss der Spieler regelmäßig während des Spiels reden, um herauszufinden, was als Nächstes zu tun ist.
- Gheorghe: Blonder Dauergast im Gasthaus.
- Claudia: Alte Frau im Gasthaus.
- Sofía: Rauchende Frau an der Bar.
- Jascha: Der Musiker im Gasthaus. Er hat die Geige von einem der Brüder Kairns.
- Matthias: Ein Übernachtungsgast, der ab Mitte der Geschichte in den Gasthof einzieht. Er verrät den Wohnort von Crazy Frank.

### Das andere Dorf
- Aleksai: Ist der Gouverneur im Tal. Für ihn muss der Spieler den Werwolf (Sylvas) töten.
- Bayard: Der Butler des Gouverneurs.
- Constatine: Ist ein Historiker. Er gibt dem Spieler einen Talisman und verrät ihm, auf Nachfrage, den Standort von Betonie.
- Erasmus: Silberschmied. Von ihm erhält der Spieler Silberkugeln, eine Glocke und ein Silberschwert.
- Christina: Verlobte von Kirills Sohn Andrei.
- Kvegorh: Ist der Totengräber und der wahre Mörder von Eduard.
- Lucian: Vater von Natalia. Erscheint dem Spieler als Geist auf dem Friedhof.

### Bewohner außerhalb der Dörfer
- Boris: Sylvas Ehemann, der keine Ahnung hat, dass seine Frau ein Werwolf ist.
- Sylvas: Eine Bäuerin, die heimlich ein Werwolf ist. Der Spieler muss sie beschuldigen ein Werwolf zu sein und sie dann mit Silberkugeln zu erschießen.
- Der namenlose Mönch: Er wohnt im Kloster. Er kann Waffen segnen, verkauft Weihwasser und führt Auferstehungsriten durch.
- Piu: Ein verfluchter Mönch. Ihn muss der Spieler nach der Feder fragen.
- Carolus: Zigeuner und Holzschnitzer. Er schnitzte den Ebereschenstab, den der Spieler vorher finden muss.
- Carmen: Zigeunerin, die den Spieler kostenlos heilt und Kräutertränke herstellt.
- Maria: Zigeunerin und Wahrsagerin. Sie hat das Paket von Eduard.
- Ambrose: wurde fälschlicherweise gehängt, da er angeblich Eduard getötet hat. Der Spieler muss seine Unschuld beweisen.
- Monika: Eine Hexe. Wenn der Spieler ihren Großvater befreit, graviert sie ihm ein Horn mit magischen Runen. Damit wird der tote Fährmann gerufen.
- Vlademihr: Großvater der Hexe Monika, der als Geist zum Dienst gezwungen wird.
- Crazy Frank: Lebt als Einsiedler in einer Hütte im Norden und weiß, wo die Agrippa ist.
- Namenloser Holzfäller im dunklen Wald.
- Der Fährmann: Ein verfluchter Geist, der den Spieler zur Insel im See bringt.
- Mischa: Besitzer vom Landsitz. Er tauscht Tabak gegen ein Kreuz.

### Kairns Familie
- Nikolae von Csarda: Ist der Vater von Kairn und dessen Brüdern. Er will vom Spieler den Diamanten und den Siegelring.
- Kairn: Das/der Böse. Tötet seinen Vater und seine sechs Brüder. Dadurch erlangt er die uneingeschränkte Macht über das Tal.
- Aleksander: War ein großer Krieger. Er will vom Spieler das Rapier.
- Feodor: Der Taugenichts und Hedonist der Familie. Er will vom Spieler die Silbermünze.
- Nathan: Wurde auf der Jagd getötet. Er will vom Spieler den Jagdhut.
- Michael: Ist an einer seltsamen Krankheit gestorben. Er will die Feder vom Mönch Piu.
- Khristianv: War der Musiker der Familie. Er will vom Spieler die Geige.
- Petre: War ein begeisterter Reiter. Er will vom Spieler den Dolch.

### Gegner
- Wölfe: Werden mit der Heugabel, Messer oder Schwert getötet.
- Fledermäuse: Werden mit dem Messer getötet.
- Zombies: Werden mit einem geweihten Silberschwert getötet.
- Skelete: Werden mit dem gotischen Streitkolben getötet.
- Irrlichter: Werden mit einem Ebereschenstab getötet, der zuvor vom Zigeuner bearbeitet wurde.
- Schatten: Brennende Fackel, die zuvor mit dem Feuerzeug angezündet wurde.
- Geist(er): Werden mit einem geweihten Silberschwert getötet.
- Vampire: Werden mit einer Phiole geweihten Wassers getötet.
- Buschwesen im Heckenlabyrinth: Werden mit der Machete getötet.
- Todesfee im dunklen Wald: Constatines Talisman um den Hals schützt den Spieler.

### Pflanzen und Kräuter
- Kapuzinerkresse: Gegen Schwächung.
- Eberwurz: Gegen Vergiftung.
- Leinkraut: Heilt Krankheiten.
- Fenchel: Wird für Natalias Heiltrank benötigt.
- Betonie: Wird für Natalias Heiltrank benötigt.
- Petersilie: Wird laut der Apothekerin nur von Mördern angepflanzt.
- Pilze: Schützen den Spieler vor hypnotischen Blicken.
- Knoblauch: Eine Knoblauch-Halskette schützt vor Kairn im direkten Kontakt.
- Buch Macht über Zeit (im Herrensitz zu finden): Gegen Alterung.

## Die Prophezeiung
Während der Spieler die verschiedenen Rätsel löst, erfüllt sich die Prophezeiung. Die fertige Zeile wird grau und eine Stimme liest die Zeile vor, wenn der Spieler auf die Prophezeiung klickt.
- Vom Himmel wird er fallen in einem Vogel aus Stahl. Um die zu retten, die ohne Schuld verdammt sind. Seine Bestimmung wird er anfangs leugnen. Bis er ein blutbeflecktes Werkzeug des Bösen findet.
- Er muss einen befreien, der verflucht ist aus Neugier.
- Und einem Toten, der zum Dienst gezwungen, Ruhe geben.
- Ein Mädchen, vom Wahnsinn befallen, soll er heilen.
- Den Kummer eines Gehängten muss er entschleiern.
- Sieben verlorene Seelen bitten um einen Gefallen. Sind sie zufrieden, wird der Weg ihm nicht verwehrt.
- Er soll die Bestie finden und töten, die jagt in der Nacht. Und eine Börse voll Silber soll ihm zu diesem Zwecke dienen.
- Einen verborgenen Ort muss er einem Irren entreißen.
- Und mit der Inkarnation des Bösen soll er sprechen.
- Er muss dem Zauber des Vampirs widerstehen. Und standhalten gegen dessen Klauen und Fänge. Dann soll er seinen eigenen heiligen Angriff führen. Und das Licht, welches gefangen ist, muss er befreien.
- Ein Name wahr gesprochen lässt des Bösen Macht schwinden. Er darf nicht nachgeben, denn es bedeutet seinen Tod.
- Und wenn er den Dunklen Lord seine Ruhestätte verwehrt, dann kann der Schleier der Dunkelheit gelüftet werden. Und die Herrschaft des Bösen wird schließlich beendet sein.

## Spielverlauf

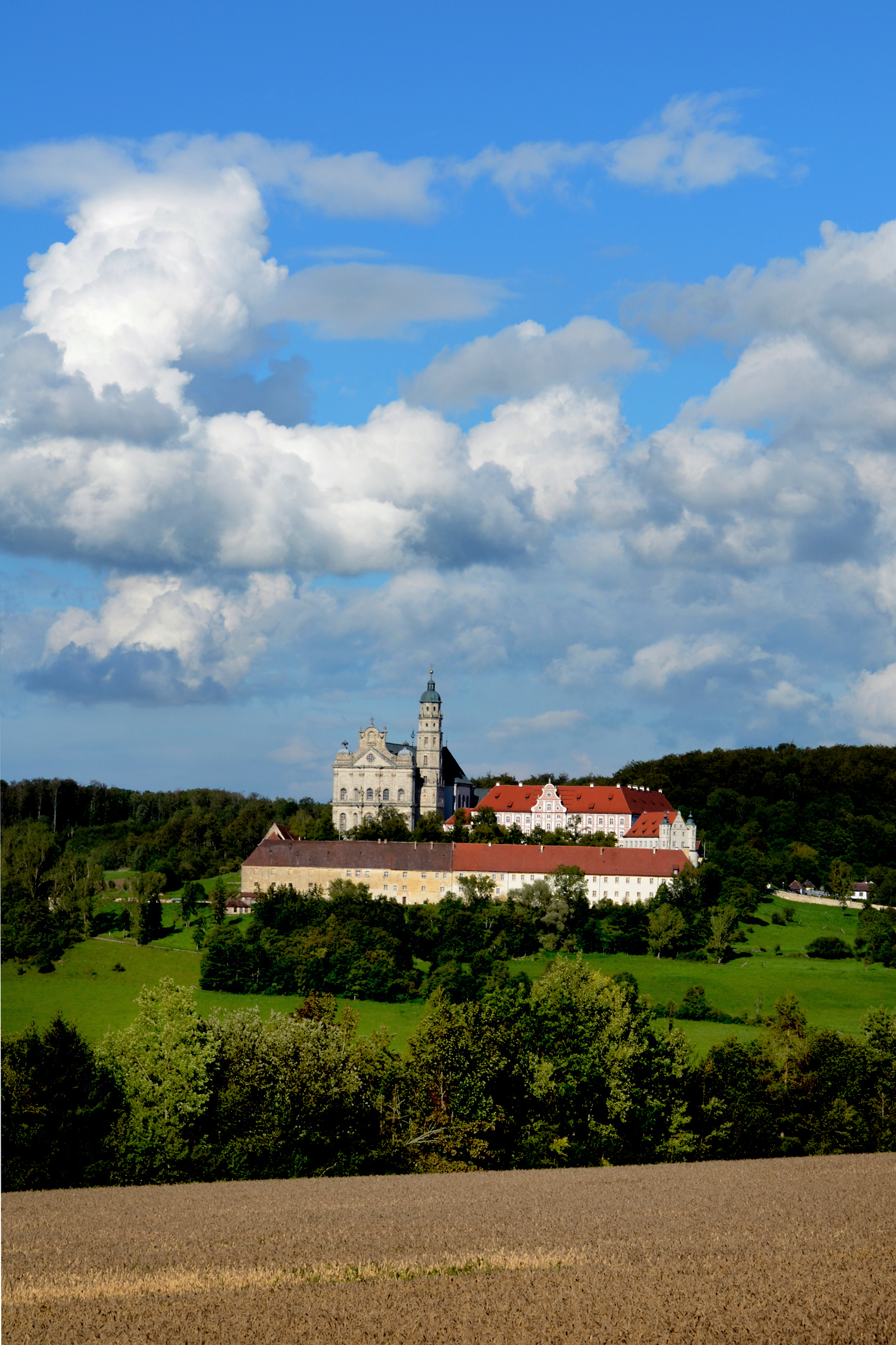
Kloster

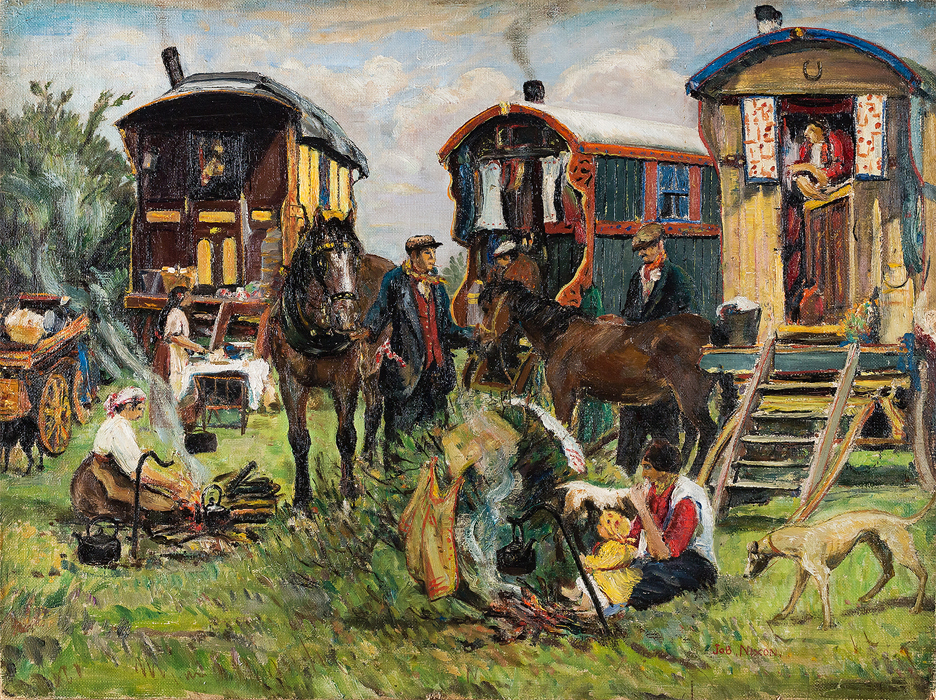
Zigeunerlager

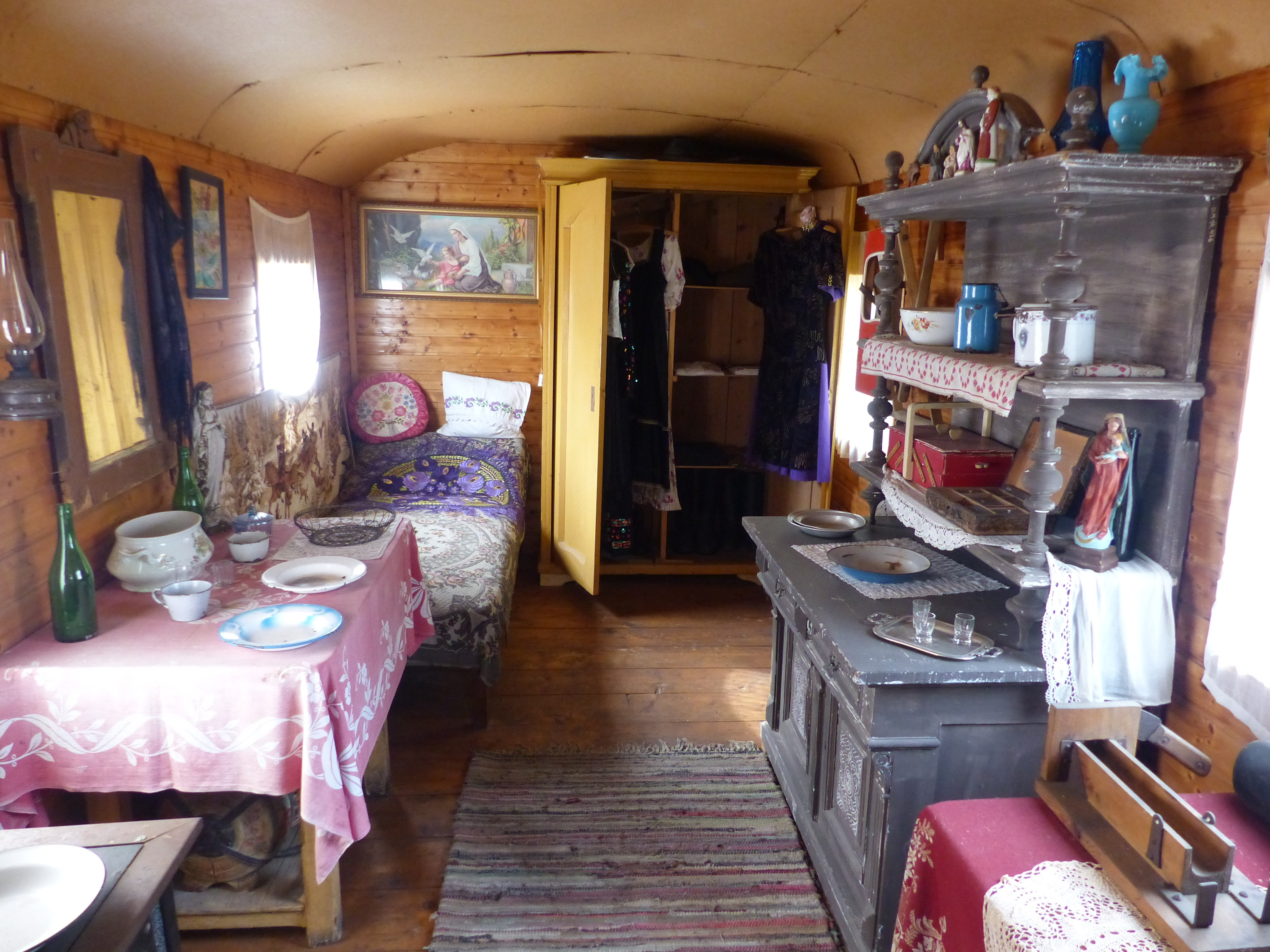
Zigeunerwagen

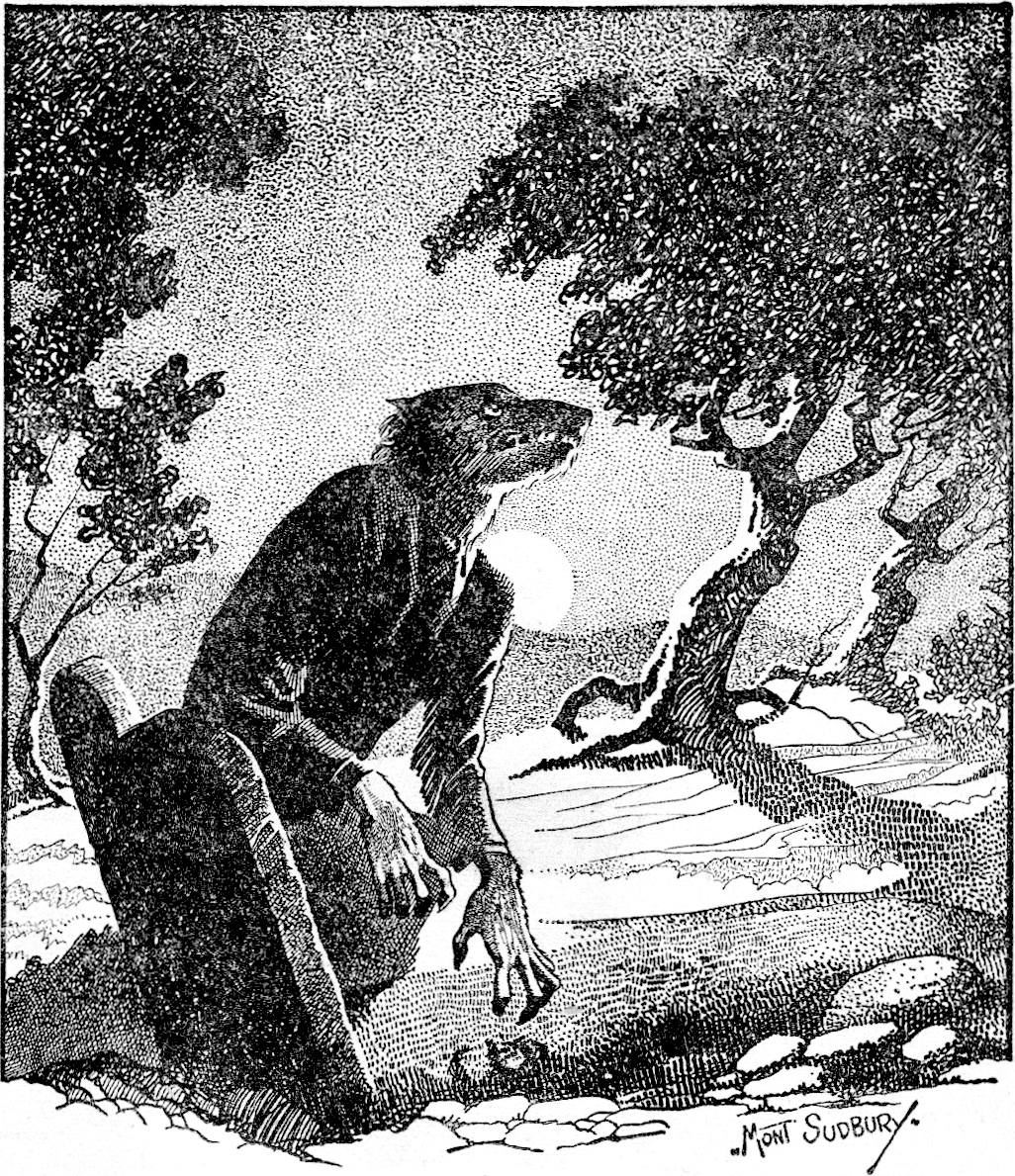
Werwolf

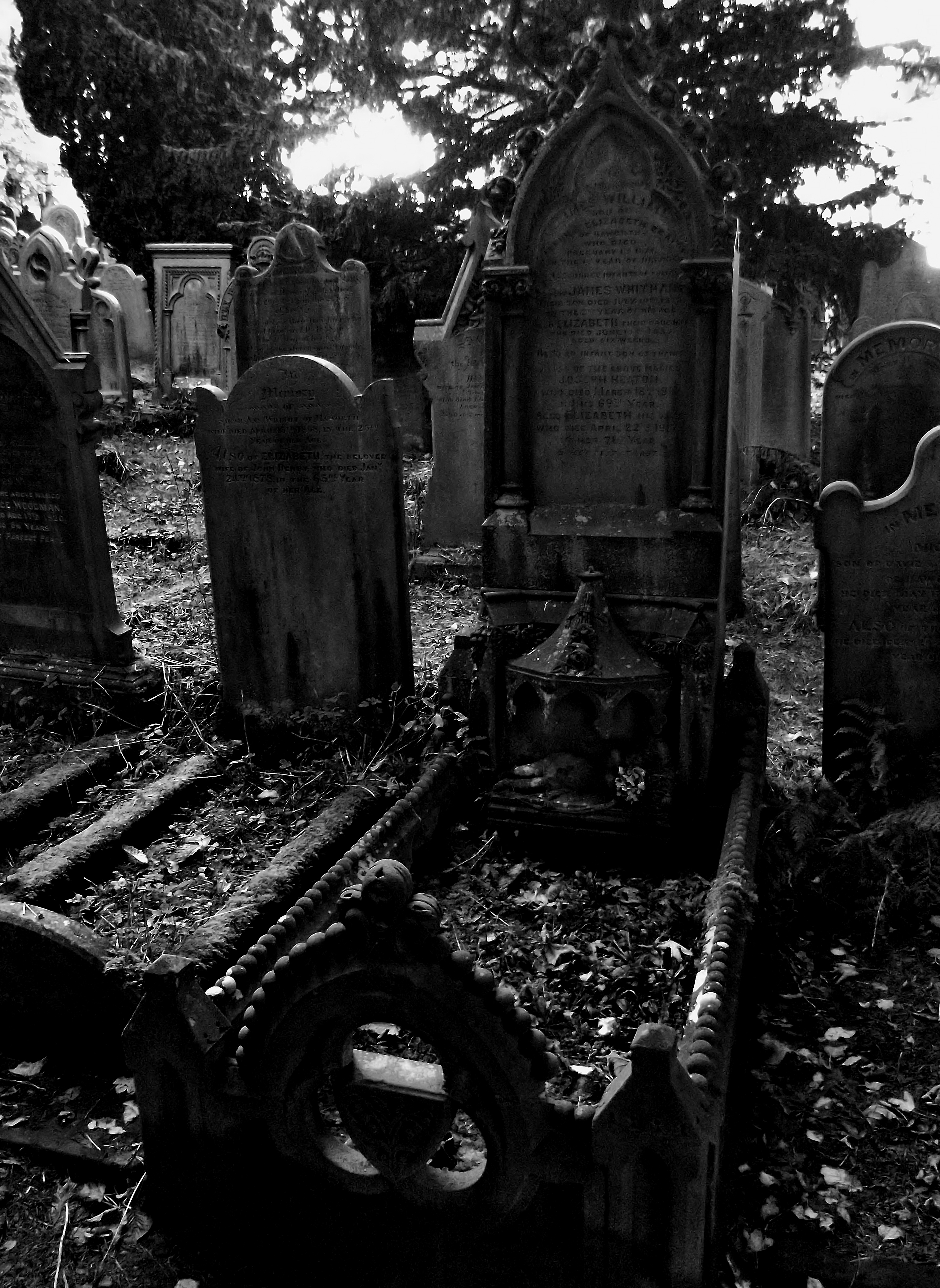
Friedhof

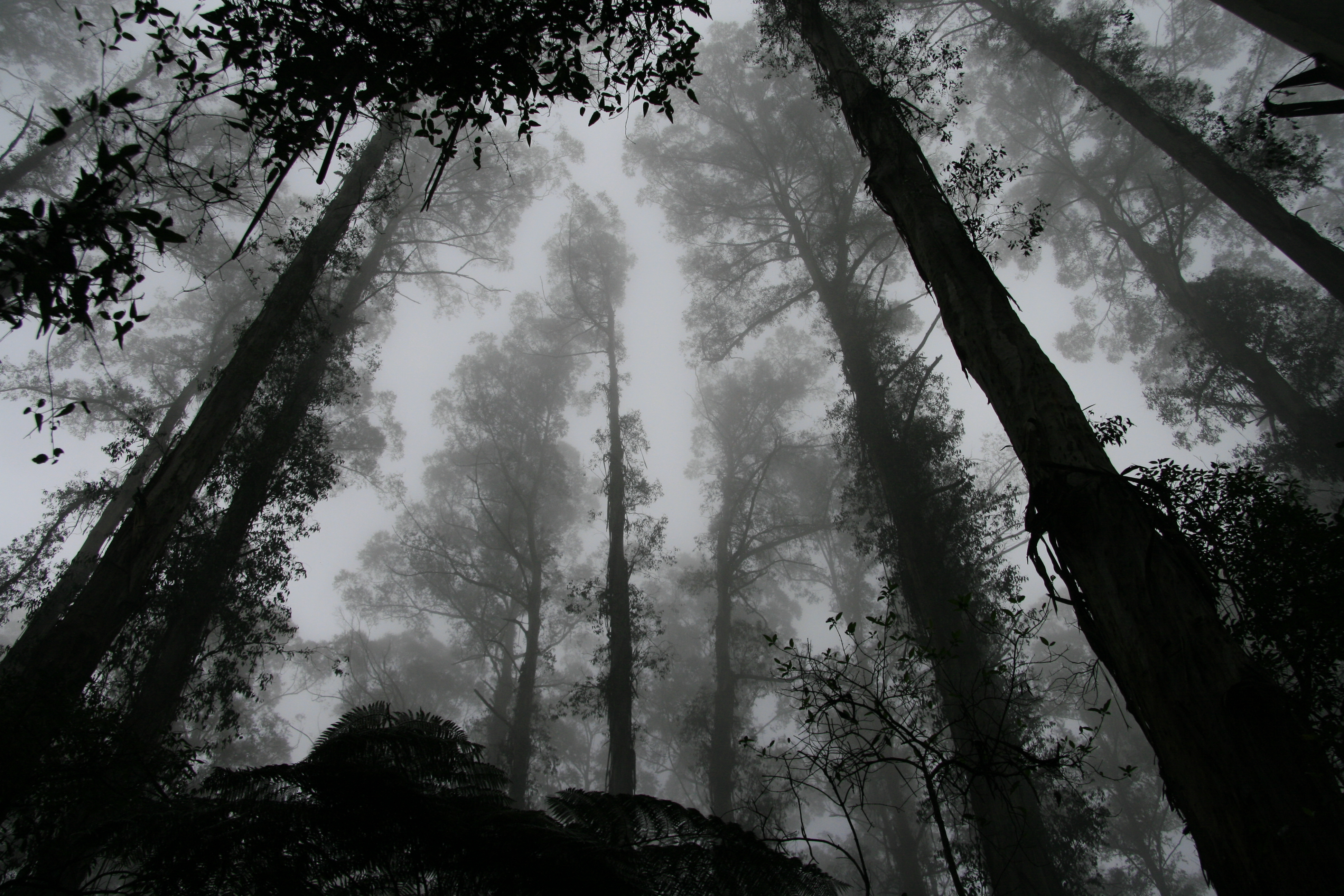
Dunkler Wald

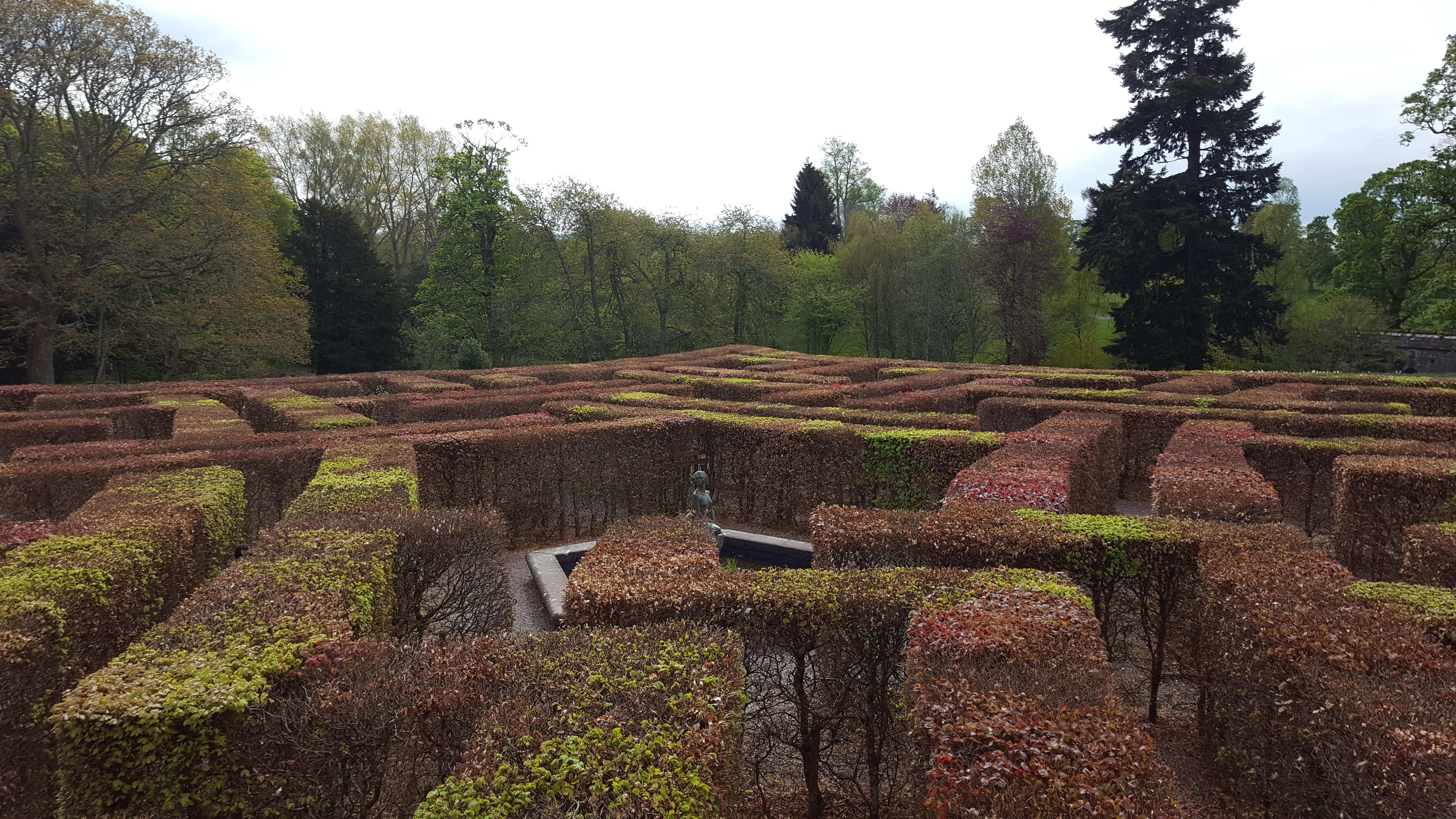
Heckenlabyrinth

Der bewusstlose Spieler wird im Intro von dem Dorfmädchen Deidre und ihrem Diener aus dem brennenden Flugzeugwrack gerettet und wacht in deren Haus auf. Dort bekommt er von ihrem Vater Kirill seinen ersten Auftrag. Er muss einen an Eduard entliehenen Hammer wieder besorgen. Da das gesamte Tal von der Außenwelt abgeschnitten ist, ist Werkzeug sehr wertvoll. Eduard wohnt im südlichsten Haus des Dorfes. In seinem Wohnzimmer findet der Spieler einen Hemdfetzen, den er einsammeln muss. Überhaupt muss der Spieler sämtliche Gegenstände, die er findet, einsammeln. Da sein Rucksack aber nur eine begrenzte Kapazität hat, sollte sich der Spieler einen Ort aussuchen, zum Beispiel das Klavierzimmer in Kirills Haus, wo er die Gegenstände ablegt, die er aktuell nicht braucht. Im Wohnzimmer von Eduard muss ein Regal zur Seite geschoben werden. Dahinter befinden sich ein Geheimzimmer, der Hammer und ein toter Eduard. Nachdem Kirill seinen Hammer wiederhat, erhält der Spieler von ihm die „Prophezeiung“ und die Chronik des Tals. Auf Nachfrage erhält der Spieler von ihm auch eine Pfeife, die er später benötigt. Auf dem Weg nach draußen trifft der Spieler auf Ivan, den Diener Kirills. Dieser gibt auf Nachfrage dem Spieler Geld und den Hammer zurück. Danach geht es ins Gasthaus „Zum abgetrennten Kopf“. Dieses Gasthaus ist, wie fast überall auf der Welt, ein Ort der Geselligkeit und des Tratsches. Deshalb sollte man diesen Ort regelmäßig aufsuchen, die Gäste belauschen und ist somit immer auf den neusten Stand über das verfluchte Tal und deren Bewohner. Seth ist der Besitzer des Gasthauses. Mit ihm darf es sich der Spieler nicht verscherzen. Wenn der Spieler sich von ihm gegen später einen Pokal ausleiht, so muss er ihn, wenn er seine Aufgabe durchgeführt hat, auf jeden Fall wieder zurückgeben. Von Seth bekommt der Spieler ein Streichholz. Beim Belauschen der Stammgäste erfährt der Spieler von einem Bauernhof außerhalb des Dorfes. Dieser Bauernhof erscheint nun auf der Karte und kann direkt angesteuert werden. Im Dorfladen kauft sich der Spieler eine Öllampe, Nägel und Tabak. Im Obergeschoss des Geschäfts pflegt eine Mutter ihre kranke Tochter Natalia. Beim örtlichen Kerzenmacher, auf der anderen Wegseite des Dorfes, kauft sich der Spieler noch eine Kerze. Sein Sohn besitzt eine Haarlocke von Natalia, die ihm abgenommen werden muss. Bei der örtlichen Apothekerin kann der Spieler einen Zweig Fenchel kaufen oder auch gefundene und nicht benötigte Kräuter verkaufen. Im Bauernhaus erfährt der Spieler von Boris, wo sich die Absturzstelle seines Flugzeugs befindet. Und wie jeder neue Ort erscheint die Absturzstelle nun auf der Karte. Dort trifft der Spieler auf einen Mann, der in einen Baum verwandelt wurde. Dieser Baum wird mit mittels einer brennenden Laterne in Brand gesteckt und die übriggebliebene Asche wird zur Wiederbelebung eingesammelt. Im Gasthaus belauscht der Spieler wieder die Gäste und erfährt von einem einsamen Kloster mit einem namenlosen Mönch. Dieser verkauft geweihtes Wasser, segnet Gegenstände wie z. B. Silberschwert, Kerze, Amulette und führt Auferstehungsriten, mittels eines goldenen Pokals und der Asche des Unglückseligen, durch. Im Keller des Klosters lebt Piu, der verflucht ist. Fragt der Spieler ihn nach einer Feder, dann ist er erlöst. Im Gasthaus erfährt der Spieler von einem Zigeunerlager. Der Spieler bekommt auf Nachfrage von den Zigeunerinnen, mittels eines Pakets für Eduard, einen Schlüssel von Eduards Keller. Des Weiteren wird der Spieler bei Verletzungen jederzeit von den Zigeunerinnen kostenlos geheilt. Dieser Service ist sehr wichtig, da dies dem Spieler eine Menge an Heilkräutern erspart. Hat eine Zigeunerin Fenchelsamen, Betonienblätter und eine Haarlocke einer kranken Person, dann kann sie einen Heiltrank herstellen. Mit dem Schlüssel geht der Spieler in Eduards Keller. Dort wird wieder ein Regal zur Seite geschoben und ein Geheimgang zu den Katakomben des Dorfes wird damit freigelegt. Über die Katakomben gelangt der Spieler in Kirills Weinkeller, wo er eine Weinflasche entdeckt, über die er an den goldenen Pokal des Wirtes gelangt. Mit dem Pokal und der Asche kann der verwandelte Mann wiederbelebt werden. Der Pokal muss danach vom Mönch zurückgekauft werden. Der Wiederbelebte erzählt dem Spieler von dem Sumpf in der Mitte des Tals. Dort gelangt der Spieler mit einem Seil in ein unterirdisches Höhlensystem. Zurück im Gasthof erfährt der Spieler von einem anderen Dorf. Dort besucht der Spieler als erstes Aleksai, den Gouverneur im Tal. Standesgemäß, wie es sich gehört, hat er einen großen Springbrunnen vor seinem Haus. Von ihm bekommt der Spieler zwei Aufträge. Der erste Auftrag ist relativ einfach: einen Werwolf, der das Tal unsicher macht, zur Strecke bringen. Beim Silberschmied lässt sich der Spieler dafür extra Silberkugeln anfertigen. Gleich danach geht es zum abgelegenen Bauernhof, wo die Bäuerin beschuldigt wird der Werwolf zu sein. Überlebt der Spieler diesen Kampf, geht es zum zweiten Auftrag, der sich weitaus komplexer gestaltet. Der Spieler muss den wahren Mörder von Eduard herausfinden. Irrtümlich wurde Ambrose dafür gehängt. Als Beweisstücke müssen eine leere Weinflasche, der Stofffetzen aus Eduards Haus und ein Bündel Petersilie, welches von der Apothekerin untersucht werden muss, erbracht werden. Damit ist Kvegorh der Totengräber als wahrer Mörder überführt. In seinem Haus befindet sich das Buch der Seelen, wo auch Andrei, der Sohn von Kirill, vermerkt ist. Im Nachbarhaus lebt Christina, seine ehemalige Verlobte, in einer Art Trance. Spricht der Spieler sie auf Andrei an, erwacht sie und berichtet, dass ihr Geliebter Andrei von seinem Vater und Kairn in einen Zombie verwandelt wurde. Sie bittet den Spieler, dem grausamen Spuk ein Ende zu bereiten. Andrei wird im Obergeschoss von Kirills Haus gefangen gehalten. Den Schlüssel erhält der Spieler, wenn er Kirill mit dem Namen seines Sohnes konfrontiert. Der Zombie muss mit einem Silberschwert getötet werden, welches der Silberschmied anfertigt. Des Weiteren fertigt er noch eine silberne Glocke an. Vom Historiker Constatine erfährt der Spieler einiges über Kairns Familie, den Standort von Betonie und kauft von ihm einen Talisman, der von der Hexe an der Wegkreuzung geprüft wird. An der Wegkreuzung erhält der Spieler von Ambroses Geist einen Schlüssel vom Kellergeschoss des Klosters, wo sich das Buch der ätherischen Rituale befindet, welches die Hexe an der Wegkreuzung möchte. Wenn ihr Großvater, der als Geist zum Zwangsdienst verdammt wurde, befreit wird, dann graviert sie dem Spieler ein Elfenbeinhorn. Zurück im Gasthaus werden, wie schon so oft, die Gäste für weitere Informationen belauscht. Des Weiteren entdeckt der Spieler die Leiche des Gasthausgeigers Jascha, einen Schlüssel für einen verschlossenen Raum innerhalb der Katakomben und bekommt von einem Bewohner des Gasthauses Informationen über einen Einsiedler namens Crazy Frank. Nach den Katakomben geht es zur Zigeunerin Maria. Diese fertigt aus einer Kerze und Crazy Franks Zahn eine Voodoo-Puppe an. Auf dem Friedhof im anderen Dorf muss der Spieler ein bestimmtes Grab freischaufeln. Um den Geist vor dem Mausoleum zu vertreiben, muss der Spieler eine Kerze anzünden und Deidres Halstuch mit einer Glocke verknüpfen und diese mit einem eisernen Dorn schlagen. Danach geht es ins Zigeunerlager, wo die Zigeunerin Carmen den Heiltrank für das kranke Kind braut. Zum Dank erhält der Spieler von der Mutter des kranken Kindes eine goldene Nadel. Zurück auf dem Friedhof erhält der Spieler vom Vater des nun geheilten Kindes einen Schlüssel zum Dachzimmer des Landsitzes am anderen Ende des Tals, welchen man über ein davorliegendes Heckenlabyrinth erreicht. Im Heckenlabyrinth sind alle sechs Knoblauchzehen einzusammeln. Anschließend wird der dunkle Wald erkundigt. Und dieser trägt seinen Namen nicht nur, weil er sehr dicht und somit dunkel ist, sondern weil sich dort allerlei dunkle Gestalten aufhalten. Die meisten kann man umgehen und wird bei einer Berührung nur leicht verletzt. Diese Verletzungen können die Zigeunerinnen leicht heilen. Nicht so aber bei der Todesfee vom dunklen Wald. Die kleinste Berührung von ihr endet sofort tödlich. An ihr kommt man nur mit Constantines Talisman um den Hals vorbei. Im dunklen Wald entdeckt der Spieler u. a. ein Elfenbeinhorn, welches die Hexe bearbeitet, und einen Ast aus Eberesche, welchen der Zigeuner Carolus zur Waffe gegen Irrlichter bearbeitet. Wie bei allen Orten im Tal muss auch hier der Spieler sämtliche Ecken erkunden. Mit Hilfe des Elfenbeinhorns kann am See der tote Fährmann herbeigerufen werden, der den Spieler auf die Insel im See fährt. Nun wird der Einsiedler Crazy Frank besucht. Mittels der Voodoo Puppe und der goldenen Nadel bekommt der Spieler von Crazy Frank Informationen über ein Höhlensystem, wo sich die Agrippa befindet. Der Weg führt den Spieler dann weiter zum Landsitz, wo sich das Buch Macht über Zeit, das gegen unnatürliche Alterung hilft, befindet. Der freundliche Hausherr Mischa tauscht Tabak gegen ein Kreuz. Die wichtigen Knoblauchknollen, die die Apothekerin zu einer Halskette verarbeiten kann, gibt es nur im Heckenlabyrinth. Im Anschluss muss der Spieler im Mausoleum die von Kairns Verwandtschaft gewünschten Gegenstände aushändigen. Vor dem Finale muss der Spieler im Höhlensystem die Agrippa und somit den wahren Namen von Kairn herausfinden. Durch den direkten Kontakt mit der Agrippa wird der Spieler verflucht und kein Mensch wird mehr mit ihm reden. Dieser Fluch kann nur mittels des Buches Austreibungen des Bösen Band III aus Kairns Festung aufgehoben werden. 
Das große Finale findet dann in Kairns Festung statt, wo sich auch wieder Geheimgänge hinter Schränken befinden. Mit Hammer und Nägel muss Kairns Sarg verschlossen werden, bevor es zum Endkampf kommt. Der Spieler behängt sich mit der Knoblauchkette, verzehrt einen Pilz und schleudert dann dem Bösewicht eine Weihwasserflasche entgegen. Sofort im Anschluss öffnet der Spieler die magische Box und spricht ihn mit seinen wahren Namen an. Nun bekommt es selbst Kairn mit der Angst zu tun und flieht in das Kellergewölbe, wo Deidre gefangen gehalten wird. Der Spieler folgt ihm. Im Abschluss läuft dann die Schlusssequenz, die der Bösewicht nicht mehr überlebt.

## Spielprinzip
Alle Aktionen werden mit der Maus oder den Pfeiltasten der Tastatur eingegeben. Der Bildschirm ist in zwei Teile geteilt. Der obere Teil zeigt das eigentliche Spiel, der untere Teil das Inventar und den Status des Spielers. Der Spieler kann nicht unbegrenzt Gegenstände tragen. Der Rucksack wölbt sich, wenn das Inventar zu schwer ist.
Des Weiteren gibt es einen „Spiegel“, der den Allgemeinzustand anzeigt und ob der Spieler eine Krankheit hat. In Unterhaltungen kann der Spieler auf ein bestimmtes unterstrichenes Wort klicken, um dieses Thema zu verfolgen, oder er kann ein Wort eingeben, wenn der Eingabecursor erscheint. Wenn das eingegebene Wort geeignet ist, erhält der Spieler eine Antwort.
Hat der Spieler bestimmte Gegenstände gefunden oder Rätsel gelöst, so bringt ihn das weiter, das heißt, neue Orte zum Erkunden erscheinen auf der Karte, die sich ebenfalls im unteren Teil befindet. Verschiedene Gegner wie Werwölfe, Vampire, Skelete, Geister usw. benötigen unterschiedliche Waffen. Außerdem muss man verschiedene Pflanzen (und manchmal andere Gegenstände) finden, um verschiedene Krankheiten zu heilen.
Das Spiel ist nicht linear. Die Prophezeiung muss nicht chronologisch abgearbeitet werden. Der Spieler kann frei in einem Gebiet herumwandern und es erkunden. Aber bestimmte Orte erscheinen erst dann auf der Karte, wenn bestimmte Aktionen/Rätsel vorher durchgeführt wurden. Einige Orte werden dem Spieler erst offenbart, wenn er die Gespräche der Gäste im „Zum abgetrennten Kopf“ belauscht. Das bedeutet, dass der Spieler regelmäßig ins Gasthaus muss, vor allem wenn er ein Rätsel gelöst hat. Auch müssen verschiedene Gegenstände miteinander kombiniert werden wie z. B. Fackel und Feuerzeug.

## Sonstiges
In der PC Games Ausgabe 1/1996 lag Veil of Darkness als Vollversion bei. Ab Microsoft Windows 8 benötigt das Spiel einen Emulator wie z. B. DOSBox.

## Rezeption
Für Veil of Darkness gab es gemischte Kritiken: So vergab das Software Magazin ASM eine Wertung von 11 von 12 Punkten und MobyGames 73 %. Die PC Player hingegen nur 45 % und Power Play 61 %.
Größere Beliebtheit erfreute sich das Spiel später auf Retro- und Emulationswebseiten wie myabandonware (4,4 von 5) und emuparadise (4,7 von 5).